# Паркер Пајн истражује
Паркер Пајн истражује је збирка кратких прича коју је написала Агата Кристи, а која је први пут објављена у Великој Британији од стране издавачке куће "Вилијам Колинс и синови" у новембру 1934. Као ни збирка прича Загонетка Листердејл, ни ова збирка се није појавила под уобичајеним издавањем куће "Collins Crime Club", али се уместо тога појавила као део серије Колинсове загонетке. Збирка се појавила у САД касније исте године у издању куће "Dodd, Mead and Company" под називом Господин Паркер Пајн, детектив. Издање у Великој Британији коштало је седам шилинга и шест пенија, а америчко 2 долара.
Збирка се састоји од дванаест од њених четрнаест прича у којима се појављује детектив Џејмс Паркер Пајн. Две преостале приче, Проблем у заливу Поленса и Загонетка регате касније су објављене у збирци прича Загонетка регате 1939. у САД и Проблем у заливу Поленса и друге приче у Великој Британији 1991. иако су то првобитно биле приче са Херкулом Поароом када су први пут објављене у часопису "Странд" 1935. односно 1936. године.
У књизи се такође први пут појављују ликови Аријадне Оливер и госпођице Фелисити Лемон које ће у каснијим књигама наставити да раде са Херкулом Поароом.

## Увод у радњу
Џејмс Паркер Пајн је пензионисани државни службеник који себе сматра „детективом срца“. Оглашавајући своје услуге у рубрици „Лични огласи“ Времена, он ради заједно са својом тајницом госпођицом Лемон, списатељицом Аријадном Оливер, згодним „камелеоном“ Клодом Латрелом и уметницом прерушавања Медлин де Саром.
Првих шест прича бави се Пајновим решавањем случајева у Енглеској, док других шест прича у танчине описује Пајнов одмор на ком сеон нада да неће морати да се бави детективским послом, али је на крају ипак помогао другима.

## Радња

### Случај средовечне супруге
Брак Џорџа и Марије Пакингтон је у тешкоћама. Господин Пакингтон је почео да се виђа са младом дактилографкињом Ненси. Када је његова жена почела да се буни, он је рекао да само покушава да унесе мало среће у живот те девојке и да у њиховој вези нема ништа. На крају је Марија видела оглас Паркера Пајна у рубрици личних огласа који гласи: „Да ли сте срећни? Ако нисте, обратите се господину Паркеру Пајну“.
Марија одлази на дату адресу и Паркер Пајн одмах погађа узрок њене несреће из свог познавања живота и свог претходног занимања у статистици. Он говори Марији да је његов хонорар двеста гвинеја, а своте треба да се плати унапред. Иако је у почетку била невољна, Марија се касније вратила у пословницу са новцем као што је Пајн предвидео. Већ је постројио једног од својих сарадника, згодног младића Клода Латрел, и рекао јој да ће сутра добити упутства.
Те ноћи се Џорџ Пакингтон изненадио неборбеним ставом своје жене према њему. Следећег дана, Марија је послата на третман лепоте и облачење хаљине, а затим ручак у хотелу "Риц" са Пајном где је упозната са Клодом. Уследило је нешто попут вртложне романтике од десет дана која је кулминирала плесом једне ноћи када су се Марија и Клод срели са Џорџом и његовом девојком на плесу. Џорџ је био љубоморан и потресен понашањем своје жене и неколико дана касније њих двоје су се помирили. Истовремено, Марија се зближила са Клодом који је раскинуо везу са њом и признао јој да је некада радио као жиголо и искоришћавао жене. Затим је обећао да ће се промении и обавештавати Марију о свом напретку годишњим огласом у рубрици личних огласа. Испоставило се да је и ово признање било планирано и реклама коју је Пајн сложио да би Марији пружио трајну романтику. Пајн је задовољан што је успешно спасао брак (и мало зарадио).

### Случај незадовољног војника
Мајор Чарлс Вилбрахам долази у пословницу Паркера Пајна. Недавно се вратио после много година у служби Царства у источној Африци и пензионисан је. Како Пајн одмах закључује, досадно му је да живи у енглеском селу након живота пуног узбуђења и пустоловин. Пајн му наплаћује педесет фунти и даје му упутства да одведе Медлин де Сару на ручак. Она се враћа неколико сати касније безуспешно: уплашила је мајора јер он мисли да је она некаква заводница. Његов укус се слаже са светлокосим, плавооким женама. Пајн се посаветовао са списком и одлучио да ће Фреда Клег бити прикладна.
Следећег дана Вилбрахам добија поруку од Пајна са упутством да оде на адресу на Фрајерском друму у Хампстеду и назове вилу „Иглмонт“. На Фрајерском друму, Вилбрахам је чуо вапаје за помоћ и ушавши у празну кућу видео је младу плаву косу, плавооку жену коју су напала два црнца. Он се борио против њих и одвео младу даму на кафу да јој помогне да преброди напад.
Она прича своју причу: њено име је Фреда Клег и она је сироче. Претходне недеље примила је посету од једног аустралијског заступника који јој је рекао да би могла да добије заоставштину из послова које је обављао њен покојни отац, али да то зависи од тога да ли она има неке његове папире. Дала му је све папире које има, не слутећи о чему би се радило, а затим је примила писмо од њега у којем је тражила да га посети у његовој кући, „Бели Фрајерс” у Фратарској улици – празна кућа, и била је тамо је нападнута и Вилбрахам ју је спасао. Мајорова теорија је да у папирима њеног оца постоји нешто што човек који се представља као заступник очајнички жели.
Они одлазе у њену собу у преноћиштима у Нотинг Хилу и у прорезу на очевом старом сандуку проналазе документ за који мајор препознаје да је написан на свахилију. Мајор зна језик и схвата да се односи на скривени новац у облику скупе слоноваче. Мајор пита да ли може да задржи документ за тренутак и назваће је сутра у пола шест када смисли план акције.
Као што је обећао, враћа се следеће ноћи, али проналази поруку од Фреде у којој га тражи да јој се придружи у „Белом Фрајерсу“. Он купује марку од газдарице, шаље писмо и затим наставља у Хампстед. Ушавши у празну кућу, убрзо бива ударан по глави па се освестио у подруму. Фреда је такође ту и њих двоје су везани. Она му каже да је и она добила писмо, наводно од њега, у којем се од ње тражи да оде у "Бели Фрајерс". Одједном је у мраку загрмео глас заступника. Њих двоје су се умешали у његове планове и он мора да их реши. Млаз воде почиње да тече из рупе у зиду у собу и Фреда схвата да им је суђено да се подаве. Она остаје донекле мирна док мајор успешно напреже своје везе. Он се ослобађа, затим ослобађа и њу и беже из куће. Фреда је пуна дивљења према Вилбрахаму и он ју је нагло запросио. Она прихвата и онда брине за очев папир који му недостаје из џепа. Он јој каже да је оно што су узели лажни примерак и послао је папир њеног оца свом кројачу ковертом у Нотинг Хилу.
Паркер Пајн посећује госпођу Оливер, списатељицу романа и честита јој на причи коју је смислила да употреби са мајором и Фредом, иако мисли да је подрум са водом био отрцан. "Бели Фрајерс" је кућа коју је Пајн давно купио и коју је до сада користио за једанаест узбудљивих драма.
Вилбрахамови, срећно венчани, налазе се у Африци. Не говорећи једно другом, обоје мисле да су платили новац Пајну, а он им ништа није обезбедио. Ни једно ни друго није љуто – да нису отишли да виде Пајна, низ догађаја који су довели до њиховог сусрета се никада не би догодио.

### Случај узнемирене даме
Једна млада дама позвала је пословницу Паркера Пајна. Зове се госпођа Дафни Сент Џон и каже да је у великој невољи и потребна јој је помоћ. Она показује дијамантски прстен који Пајн прегледа и проглашава да вреди најмање две хиљаде фунти. Дафни му говори да га је украла од своје пријатељице јер је била очајна. Она говори да је њен муж пажљив са новцем и да не зна да се она задужила. Дафни је отишла са пријатељима у Le Touquet и изгубила много новца у коцкарници.
Убрзо након тога отишла је да остане на селу у кући сер Рубена Дортхајмера чија је жена Наоми ишла у школу са њом. Током посете, дијамантски прстен се олабавио и Наоми је замолила Дафни да га однесе у Бондову на поправку. Уместо тога, Дафни је направила примерак и заложила прави прстен како би отплатила своје дугове, а лажњакје послат леди Дортхајмер.
Убрзо након тога, Дафни је дошла до новца када јој је рођак умро и сада је вратила прави прстен. Међутим, она не може да га врати јер су се мужеви посвађали и два пара више не разговарају. Осим тога, Наомин лик не би дозволио опрост за такав чин крађе ако би Дафни признала. Она је чула вести да леди Дортхајмер размишља о мењању драгуља. Златр коме ће га послати ће сигурно приметити да је то лажњак залепљен.
Упитана за замисао, Дафни признаје да је чула да ће Дортхајмерови направити пријем следеће среде и да јој треба неколико егзибиционих плесача. Пошто је напустила пословницу, Пајн позива Клода Латрела и Медлин де Сару и говори им да ће бити познати плесачи.
Пријем и изложбени плес иду добро. Леди Наоми Дортхајмер је веома одушевљена плесачем Хулијом (односно Клодом) и они су били на подијуму за игру када су се светла изненада угасила како је Медлин договорила у сали. У мраку је леди Наоми прстен „склизнуо“ са прста, али га је убрзо заменио Клод.
Дафни следећег јутра зове Пајнову пословницу. Он јој даје свој рачун за трошкове који она плаћа у готовини. Пајн јој тада даје прстен. Она га је прегледала је и дефинитивно је лажњак био залепљен. Изгледа да је Дафни била мало избезумљена због овога. Пајн јој говори да зна да је она у стварности Ернестин Ричардс, тајница леди Дортхајмер. Прстен који је донела у претходној посети био је лажњак залепљен, а она је желела да њиме Пајн и његови људи замене прави и ослободе је правог злочина. Он јој не наплаћује хонорар јер је није усрећио као што је његов оглас обећао. Љута млада дама је излетела из пословнице.

### Случај сметеног супруга
Паркер Пајн добија нову странку. Реџиналд Вејд је помало неартикулисан младић чији је брак у расулу. Супруга са којом је већ девет година у браку дала му је шестомесечно обавештење да жели развод уколико се не промени. Он води беспрекоран живот, игра голф и тенис, док госпођа Вејд воли уметност – галерије, опере и концерте. Досадно јој је са мужем и спријатељила се са дугокосим љубитељем уметности Синклером Џорданом. Пајново решење ствари је да Реџи почен да се благо мува са лепом женом. Ово ће учинити Ајрис Вејд љубоморном и такође ће је натерати да двапут размисли о Реџијевој привлачности за жене. Иако признаје да постоји могућност да је Ајрис толико заљубљена у Џордана да план пропадне, Паркер мисли да план може 97 посто да успе па је наплатио Вејду 200 гвинеја унапред.
Реџи накнадно „позива“ Медлин де Сару до своје куће за викенд уз сагласност своје жене и на њену забаву. Задовољна је што ће њен развод бити једноставнији јер Реџи неће бити толико узнемирен, али је мање задовољна што види привлачност између пара и похвале које госпођица де Сара даје Реџију. Медлин даје износи опаске о његовој способности као учитеља голфа и о томе како се због небављања спортом осећа изостављено. Такође је похвалила Ајрис што је дозволила Реџију да има таква пријатељства када друге љубоморне жене не би. Мало по мало, Ајрисино прихватање почиње да измиче.
Касније тог дана Реџи и Медлин шетају ружичњаком и, видевши да их Ајрис посматра са терасе, Медлин је натерала Реџија да је пољуби. Ајрис је била љута и у личној свађи са Реџијем претила је раставом. Медлин му говори да предложи да оде јер јој се неће допасти замисао да буде сам у Лондону "забављајући се". Живчани рат избија између пара, али Медлин му говори да остане миран – овим темпом све ће бити добро за мање од две недеље.
Недељу дана касније, Медлин се враћа у Пајнову пословницу и извештава о случају. Ствари су достигле врхунац када се Синклер Џордан придружио кућној забави. Он се заљубио у Медлин, али она је нечувено исмевала и њега и његов изглед. Ајрис је захтевала да је Реџи избаци, али је он рекао својој жени да жели да се ожени Медлин по њеним упутствима. Ајрис је доживеила колапс, али Реџи је ипак отишао у град и Медлин је сигурна да га је Ајрис пратила како би извршила помирење под његовим условима. Одједном су се врата пословнице нагло отворила и Реџи је утрчао и објавио своју искрену љубав према Медлин. Ајрис је дошла убрзо за њим и уследио је призор који се завршио када је Медлин хистерично вриштала да изађу. Они одлазе, а Пајн прихвата одговорност за овакав развој догађаја. Он пише преко досијеа да је резултат овог случаја био "крах", али да је исход "требало предвидети".

### Случај градског чиновника
Паркер Пајн прима следећу странку: господин Робертс је градски службеник и има четрдесет осам година. Срећно је ожењен, има двоје здраве деце и сталан посао. Међутим, његов живот је био сталан рад и преживљавање без тренутака пустоловине. Због тога се осећа у колотечини. Жеља му је да "живи славно", макар и на неколико минута. Он може себи да приушти да плати само пет фунти за ову повластицу, али Пајн прихвата ову понуду, иако упозорава господина Робертса да може доћи до опасности.
Пајн одлази у гостионицу Срећан пут и тамо упознаје господина Бонингтона. Претходне вечери, одсутни професор по имену Петерсфилд убијен је у покушају кзађе неких тајних планова. На срећу, планови нису украдени, али морају бити безбедно послати у Друштво народа у Женеви. Њихови уобичајени агенти за обављање овог задатка су или нерасположени или, у случају неког Хупера, немају поверења јер се сумња да је двоструки агент. Пајн зна за некога ко би могао да преузме случај.
Сходно томе, господин Робертс, његова супруга и деца који су случајно остали са њеном мајком, нашли су се на путу у спаваћим колима првог разреда у возу од Лондона до Женеве и хотела где ће добити даља упутства. Није му саопштена права природа онога што носи већ да је то криптограм који открива скровиште драгуља круне Романових. Он безбедно стиже у Женеву и упознаје високог брадатог човека који се представља Робертсу. Човек му даје упутства да крене спаваћим возом за Париз. Робертсу су такође дате фразе лозинке које ће разменити са својом следећом везом и револвер ради безбедности.
Следећег дана на станици, он убрзо налеће на гламурозну страну девојку која са њим користи исправне фразе лозинке и говори му да се састане са њом у њеном суседном купеу када пређу границу. Он то чини и девојка открива да је уплашена јер је неки Васиљевич у возу у купеу прекопута њеног. Он намерава да убије девојку и узме драгуље. На Робертсову понуду, она му даје чарапе са драгуљима скривеним унутра да би их чувао током ноћи. Посрамљен, он одбија њен предлог да спава у њеном купеу како би је држао на оку. Он се слаже да спава у спојном купатилу.
У сред ноћи, Робертсу е учинило да је чуо буку која долази из њеног купеа. Брзо улази у њега. Девојке нема, а у ваздуху се осећа мирис хлороформа. На крају вагона Робертс је угледао кондуктера који спава и његову одбачену јакну и капу. Прерушивши се у тог званичника, натерао је Васиљевича да му отвори врата. Робертс се прогурао поред њега, закључао Руса и одвезао везану девојку са зачепљеним уста. Они чекају у купеу човека до следећег јутра и по доласку у Париз крећу у продужену трку кроз град у покушају да се отресу свих прогонитеља.
Двојац лети из Ле Буржеа до Кројдона где их је сачекао човек познат као гроф Пол Степањи (који личи на високог брадатог човека у Женеви) који их води у сеоску кућу. Чарапе су предате и господин Робертс добија орден опточен драгуљима у мароканском коферу у знак захвалности. Такође му је откривено ко је девојка - велика кнегиња Олга. Када је господин Робертс отишао, велика војвоткиња, звана Медлин де Сара, у стварности Меги Сејерс, одлази кући у Стретаму.
Пајн се поново састаје са Бонингтоном. Планови су успешно пренети и он признаје да је свом куриру дао још једну страшну причу да га уплаши јер би пиштољ изгледао превише свакодневан. Три агента друге стране састала су се у Паризу иживцирани што су им планови пропали и криве један другог за губитак.
Господин Робертс седи код куће и чита књигу. Пајн му шаље признаницу на педесет фунти уз захвалност „одређених људи“. Господин Робертс је више него задовољан што је доживео своју пустоловину.

### Случај богаташице
Паркер Пајн добија оригинални проблем од своје последње странке: госпођа Абнер Рајмер је удовица човека који је разрадио нови инжењерски поступак који га је учинио богатим човеком. Била је девојка са салаша којој се Рајмер удварао и удала се за њега када нису имали новца и живели су годинама у исцрпљујућем сиромаштву. Када је стекао богатство, њих двоје су испрва уживали у новом луксузном животу. Али новина слуге, путовања у иностранство, скупе одеће и хране убрзо је нестала. Абнер Рајмер је физички био слаб човек и његово новостечено богатство није могло да преокрене његово пропадање. Умро је местимично млад у четрдесет четвртој години пре неких пет година. Госпођа Рајмер сада нема пријатеља. Њени стари пријатељи се стиде њеног новог начина живота, а њени новији познаници увек траже претплату. Она је сигурна да су мисле снобовски о њој иза леђа. Она у суштини жели помоћ у трошењу новца на пријатан начин, али без давања. Пајн обећава да ће јој вратити занимање за живот и наплаћује јој хиљаду фунти унапред за своју услугу. Када је отишла, Пајн говори Клоду Латрелу да ће бити потребне услуге др. Антробуса.
Недељу дана касније он позива госпођу Рајмер назад у своју пословницу и упознаје је са медицинском сестром де Саром која одводи даму на спрат до др. Константина који је чека. Изгледа да је источњачког порекла и соба је уређена на источњачки начин. Госпођи Рајмер је речено да има психичку болест, а не физичку. Дали су јој шољицу кафе да попије па је заспала.
Касније се пробудила у кревету у помало голој соби. Убрзо јој долазе пуначка мала жена у кецељи госпођа Гарднер и старији лекар који је обоје зову "Хана". Рекли су јој да је прекјуче имала падавичарски напад и да је од тада без свести. Ускоро ће се пробудити. Не треба да брине о свом послу јер госпођа Робертс помаже госпођи Гарднер.
Када ју је двојац оставио саму, госпођа Рајмер прилази прозору и види да је на сеоској кући. Касније испитује госпођу Гарднер која јој говори да тамо живи пет година и чак јој показује слику ње и осталих станара заједно. Своје мисли тренутно задржава за себе. Убрзо види новине које потврђују да су прошла три дана откако је била у Пајновој пословници. Она такође види извештај да је госпођа Абнер Рајмер пребачена у приватни старачки дом. Она наводно има заблуде да је служавка по имену Хана Мурхаус. Рајмерова такође види у другој рубрици извештај да је др. Константин одржао предавање у коме се наводи да је могуће пренети душу човека у тело другог. Госпођа Рајмер је бесна на Пајна, али имајући у виду новинску причу о њеном пребацивању у старачки дом због психичких заблуда, није сигурна шта може да уради или каже у шта ће јој се веровати.
Она чека своје време на салашу обављајући „Ханине“ дужности које је саме по себи с лакоћом враћају у стари живот. После неколико недеља, она је уштедела довољно новца да би могла да приушти пут назад у Лондон са намером да се суочи са Пајном. Ипак, она оклева, поново у страху од тога какав би могао бити исход. Она такође има на уму да промена сцене чини добром особи.
Месеци пролазе и госпођа Рајмер постаје добра пријатељица Џоа Велша, удовца на салашу. Уживају у сезони јагњења у пролеће, шетњама лети и жетви у октобру. Осмог је тог месеца, а прошло је скоро годину дана откако је започео њен нови живот, а тада је подигла поглед са посла у повртњаку и угледала Пајна како је посматра са ограде. Она почиње да га псује и он признаје све преваре. Он признаје да Хана Мурхаус никада није постојала и говори јој да је госпођа Гарднер умешана у чин. Пајн је имао пуномоћје госпође Рајмер у последњих годину дана и њено богатство је било сигурно и заправо се побољшало у међувремену. Поставио јој једноставно питање: „Да ли сте срећни?“
Госпођа Рајмер се зауставља на овом питању и признаје да јесте. Она и Џо су се верили и она је задовољна што јој се вратио стари живот. Она говори Пајну да жели само седамсто фунти од свог богатства како би себи и Џоу купила салаш коју желе. Пајн може остатак да подели болницама, али њен нови муж никада не сме да сазна за њен претходни живот. Пајн се слаже и иза себе оставља још једну задовољну странку.

### Има те ли све што желите?
Млада, привлачна Елси Џефрис се укрцава на Оријент експрес на Гар де Лиону. Она је приказана у свом купеу, али је очигледно у нечему психичкој надоумици. Када је путовање почело, она је ишла до вагон-ресторана. Она примећује да је кофер у суседном одељку поред ње означен са „Паркер Пајн“ и то јој буди нешто у сећању. Она проверава личну рубрику Времена, али не види шта је очекивала да види тамо. Поново одлазећи у вагон-ресторан, она је постављена за исти сто са власником кофера и започиње разговор са њим. Пита га да ли је он исти Паркер Пајн из рекламе Времена. Он потврђује да јесте и пита је да ли је несрећна. Она признаје да јесте. Узрок је њен муж за кога се удала пре годину и по дана. Он је трезвена и пуританска душа која већ две недеље ради у Цариграду. Она је на путу да му се придружи. Пре недељу дана, у његовој радној соби пронашла је комад папира за упијање. На папиру је био део поруке која се односила на њу. Користио је речи „непосредно пре него што би Венеција била најбоље време“. Не може да замисли шта ће јој се догодити када воз стигне до ове тачке. Пајн проверава када ће стићи у Венецију и обећава да ће помоћи.
Следећег дана су скоро били на заказаном месту када се зачуо повик "Ватра!" Њих двоје су изјурили у ходник где је једна Словенка показала на дим који излази из једног од купеа даље низ воз. Кондуктерка уверава путнике да нема опасности. Пајн је сумњичав и враћа се у Елсиин купе. Тамо затиче Словенку која се наводно опоравља од потреса. Пајн одбија да је пусти да оде када то жели. Када се Елси вратила, Пајн ју је замолио да среди своје ствари. Она је то учини и открила да јој недостаје накит. Словенка је задржана у Венецији, али драгуљи нису пронађени на њој и она мора да буде пуштена. На путу за Трст, Пајн и Елси расправљају о загонетки где би драгуљи могли бити. Нико други није имао прилику да их узме. Словенка није могла да их баци неком ван воза пошто су били на мосту који је пролазио преко мора. Нису сакривени у купеу. Пајн одлучује да мора да пошаље телеграм у Трст.
Воз стиже до Цариграда и Пајн среће Едварда Џефриса. Замолио је Елси да се нађе са њим у хотелу "Токатлијан" за пола сата. Она је то и учинила, а он јој враћа сав накит. Одбија да каже како га је повратио, напушта хотел и одлази у кафић где му се по договору придружује Едвард Џефрис. Џефрис је примио Пајнов телеграм и вратио драгуље.
Пајн му говори како је његова жена пронашла поруку на упијачу. Он говори Џефрису да је драгуље он заправо узео пре него што је напустио Лондон. За собом је оставио само примерке. Управо они су морали да буду поново „украдени” и да нестану у неком другом тренутку на начин који не би оптужио ниједну невину особу. Тачка пред Венецијом је једини пут на путовању где би драгуљи могли бити однети и бачени у воду, а не да заврше на земљи где би се могли наћи.
Пајн сумња да Џефрис није лопов већ жртва. Едвард признаје да га је неко време уцењивала госпођа Роситер. Заједно су делили спаваћу собу у Западној Индији на чисто невиним основама да је штите од њеног наводно насилног мужа. Била је то превара и Џефрис од тада пати. Како му је требао новац за најновију уцену, он је „украо” женине драгуље. Пајн му говори да препусти уцењивача њему и да све призна својој жени. Све, осим чињенице да су преварени у Западној Индији. Сигуран је да ће Елси бити одушевљена што верује да је реформисала грабуље.

### Багдадска капија
Паркер Пајн је на одмору на Блиском истоку, а тренутно је у Дамаску. Ускоро ће кренути на 640 км дуго путовање преко Сиријске пустиње од Дамаска до Багдада аутобусом који ће прећи пустош за неких тридесет шест сати уместо у месецима колико је путовање трајало. Постоји још много људи који иду на то путовање, а међу њима су млада привлачна Нета Прајс и њена строга тетка, три официра Краљевског ратног ваздухопловства О’Рурк, Лофтус и Вилијамсон, господин Хенсли из Багдадског одељења за јавне радове, стари Етонац капетан Сметхерст, Италијан генерал Поли и мајка и син Јерменци.
Дан пре путовања, Пајн проводи време разговарајући са генералом Полијем о ставкама у новинама. Главна вест о којој се говори је потрага за поквареним финансијером Семјуелом Лонгом који је у бекству и за кога се прича да је у Јужној Америци. Пајн иде у биоскоп, а затим у помало лош ноћни клуб. У клубу затиче мало пијаног капетана Сметхерста. Сметхуст изгледа потиштено, али је нејасан у погледу разлога. Тврди да "не воли да се враћа на другара". Пајн објашњава чиме се бави, блиставо најављујући да је он нека врста „варалица са самопоуздањем“. Ово изазива чудно реаговања капетана који пита: "Шта - и ви?"
Путовање почиње следећег дана. Возач је забринут због могућности да се заглаве у пустињском блату након заустављања у Ар Рутби. У области су падале јаке кише. Наравно, кола су се заглавила док вози ноћу. Мушкарци излазе да помогну у ослобађању. Док су радили, схватају да Сметхерст не помаже у њиховом напору. Када је О’Рурк истражио, проналашао је капетанов леш на свом седишту. Лофтус, лекар из КВ-а, указује да је можда ударио главом о кров возила док је оно прелазило преко једне од тешких неравнина на тлу. Лофтус прегледа леш и изјављује да не може да пронађе очигледну рану. Једина друга могућност је да је погођен нечим налик врећи са песком док су остали путници спавали.
Док су путници расправљали о разлогу зашто би неко тако нешто урадио, Вилијамсон се сећа да је чуо разговор који је Сметхерст водио са непознатом трећом страном у Дамаску. Сметхерст је рекао да ће ћутати док не стигну у Багдад, али ни тренутак дуже. Пајн се придружује његовој причи о сопственом разговору са мртвим човеком у ноћном клубу. Лофтус се такође сећа да је Сметхерст разговарао са Хенслијем о „цурењу“ у његовом одељењу. Подсећајући да је Хенсли рекао да увек носи резервне чарапе са собом, Пајн предлаже да би Лофтус требало да их донесе. Наравно, у једној је пронађен влажан песак. Пајн сада тражи убицу.
Пајн пажљивије испитује тело. Олабавивши крагну, проналази малу убодну рану коју је направило нешто налик на штикле. Пајн указује да је са њима финансијер Семјуел Лонг који је у бекству и који путује прерушен. Сметхерст је знао за ово што би објаснило његово необично реаговање на Пајнову изјаву да ради на превару поверења. Пајн изјављује да је Лофтус господин Лонг. У оквиру свог лекарског прибора, он би имао нешто што је могло да изазове Сметхерстову смрт. Лофтус је такође брзо одредио узрок смрти као кврга на глави, подстакнут ранијим разговором који се присећао некадашњих тешкоћа путовања. Коначни доказ је да је покушао да пребаци сумњу на Хенслија. Пајн је већ прегледао Хенслијеве чарапе пре него што је питао "Лофтуса". У том тренутку нису имале песка.
Семјуел Лонг пали цигарету и мрзовољно признаје. Упознао је правог Лофтуса у Египту и купио његово име за двадесет хиљада фунти. Сметхерст је био његов човек у Итону и препознао га је. Није га одмах издао јер је имао случај обожавања јунака за човека када је био млађи.
Лонг изненада пада и Пајн теорише да је цигарета садржала цијановодоничну киселину. Избегао је правду.

### Кућа у Ширазу
Паркер Пајн је још увек на истоку на свом путу за Техеран, а затим за Шираз. Он иде путем моноплана којим је на првој етапи летео млади немачки пилот Хер Шлагал. Разочаран савременошћу Техерана, Пајн позива Шлагала да вечера са њим. Причају о његовом послу, летењу по Блиском истоку. Пилот говори Пајну о своја прва два путника, младој дами са звањем Естер Кар и њеној прелепој сапутници у коју се Шлагал заљубио. Убрзо након тога, друга млада жена је била мртва. Шлагал сумњичи леди Естер за убиство, видећи лудост у њеним очима и у њеном понашању. Пајн зна за родитеље леди Естер и њену породицу. Лудило је код њих већ неколико колена проклетство.
Долазећи у Шираз другог дана Новрушког фестивала, Пајн упознаје енглеског отправника послова и вечера са њим. Он се распитује за упечатљиву кућу коју је видео надомак града приликом посете гробу песника Хафиза. Отправник послова му каже да је ово нико други него дом леди Естер. Сада живи као самотњак и одбија да види било кога из своје старе земље. Отправник послова је преузео своју дужност дан након смрти пратиоца. Жена је пала са балкона у дворишту док је носила послужавник за доручак. Отправник послова такође одражава неке од опаски немачког пилота о необичности леди Естер. Он описује њене "тамне, блиставе очи".
Следећег дана, Пајн пише леди Естер из своје хотелске собе и прилаже исечак свог „личног“ огласа из Времена. Он уредно прима захтев да посети жену и одлази у њену кућу. Тамо причају о Енглеској. Пајн нашироко говори о људима, местима и друштвеним догађајима које посећују сви сталежи. Леди Естер очигледно жуди за домом, али каже да никада не може да се врати. Пајн одговара да већ зна разлог зашто.
Пајн је води кроз причу о немачком пилоту и пита да ли би га примила. Леди Естер одбија и он је оптужује да глуми - али не да би прикрила убиство. Он зна да је она сапутница - Мјуријел Кинг - и да је умрла леди Естер, а не та девојка. Мјуријел говори о стварном следу догађаја. Леди Естер је била љубоморна на заљубљеност Хер Шлагала у њу и окренула се против ње у свом лудилу. Пала је случајно. Мјуријел се уплашила да не буде оптужена за убиство па је спустила послужавник за доручак поред тела и преузела њен идентитет. Одбијала је да види било кога у случају да примете замену. Нови отправник послова је био један од људи који никада нису упознали праву леди Естер и стога није био сумњичав. Пајн је знао да нешто није у реду када је чуо за „тамне, блиставе очи“ леди Естер. Знао је да су Естерини родитељи обоје плавооки. Његов говор о Енглеској потврдио је његове сумње. Наводна дама са звањем испред њега није реаговала на приче о догађајима из високог друштва, али је њено лице показивало колико јој је недостајала свакодневица обичних људи. Обећао јој је да ће јој помоћи да убеди људе у своју невиност и утиче на поновни сусрет са господином Шлагалом.

### Драгоцени бисер
Паркер Пајн је са скупином људи који су путовали кроз Јордан од Амана до Петре. Његови сапутници су амерички милионер Калеб Бландел, његова ћерка Керол и тајник Џим Хрст, британски посланик сер Доналд Марвел, археолог доктор Карвер и Француз пуковник Дубоск. Кампујући у ноћи, др. Карвер прича осталима о Набатејцима, трговцима који су изградили град и који су били само професионални рекеташи који су контролисали трговачке путеве и области. Овај говор подстакао је расправу о природи поштења, сугестивности људи и богатству које је акумулирао господин Бландел. Ово богатство делом показују скупе бисерне минђуше које је носила његова ћерка, а које стално отпадају. Пајн открива скривену струју срамоте у расправи.
Следећег дана скупина креће на врх висоравни да се диви погледу. Када су стигли на одредиште, Карвер указује Керол да је изгубила једну од минђуша. Сигурна је да ју је имала када је стигла на плато. У том тренутку, Карвер је видео да се поново олабавила и заврнуо ју је уместо ње. Претражују земљу око себе, али предмета нема. Расте сумња да је украдена. Пуковник Дубоск захтева да буде претресен како би доказао своју невиност. Остали се слажу, посебно господин Бландел који наводи да има своје разлоге за то, „мада ја не желим да их наводим“. Бисер није пронађен.
Одмах после ручка, Керол се појављује у Пајновом шатору и ангажује га да пронађе бисер. Она посебно жели да докаже невиност Џима Хрста који је бивши лопов. Он је крао из куће њеног оца када га је упознала. Видела је колико је Џим очајан и убедила је свог оца да га запосли. Он је доказао своју вредност и она се заљубила у њега иако господин Бландел жели да се она уда за сер Доналда. Пајн пита зашто је њен отац желео да буде претресен. Керол мисли да је желео да га претресу јер је могла да помисли да је он тај који је украо бисер. Његова побуда би била да окриви Хрста и да му не дозволи да се ожени Керол.
Пајн пристаје да помогне и након мало размишљања суочава се са доктором Карвером. Археолог признаје да је узео бисер и умотао га у мало парче пластелина који носи да би узео отиске са резбарења. Опаске о сугестивности људи навели су га да каже Керол да је драгуљ лабав и да понуди да га врати на место. У ствари, ово је био изговор да јој се одузме драгуљ. Планирао је да искористи огромну цену коју би минђуша могла да добије за финансирање археолошке експедиције. Пајн одговара тако што га обавештава да овај план не би успео. Бисер не вреди ништа, а Бланделлово хвалисање својим богатством претходне ноћи било је блеф. Његово богатство је тешко погођено привредном кризом.

### Смрт на Нилу
Паркер Пајн је у Египту и ускоро ће кренути на путовање паробродом Нилом. Једини други путници на броду су сер Џорџ и леди Грејл, њена сестричина Памела, њена медицинска сестра Елси Мекнотон и млади тајник сер Џорџа Базил Вест. Сер Џорџ се оженио леди Грејл како би покушао да нађе излаз из својих финансијских потешкоћа, али цена коју је платио је што је имао жену тешког, лошег расположења и хипохондра. Леди Грејл је иживцирана што је Пајн на броду пошто су је уверили да ће њена скупина бити једини људи на броду. Памела није саосећајна са теткиним притужбама, говорећи сер Џорџу да су тврдње његове супруге о болести лажне и да цени проблеме са којима се госпођица Мекнотон суочава са њом. Једина особа за коју се чини да је не сматра превише суђењем је Базил Вест који има лагодан однос са свима које сретне.
Пајн је изненађен што је добио поруку од леди Грејл. Она га је замолила да не напушта чамац на путовању до храма Абидоса, већ да се нађе са њом јер јој треба савет. Он то чини и она га моли да открије да ли је њен муж трује. Већ неко време јој није добро када је са њим. Она се опоравља када је он одсутан. Пајн сумња да је у питању више него што му она говори. Он износи ту сумњу и тиме вређа своју најновију странку. Леди Грејл одлази надувана. Убрзо након тога, појављује се госпођица Мекнотон и изражава готово исту забринутост – да је леди Грејл отрована. Али она не жели да сумња на сер Џорџа иако је приметила да је време када се дама опорављало повезано са његовим одсуством.
Те ноћи, Пајн је позван у собу леди Грејл где је жена веома болесна. Она умире и показује непогрешиве назнаке тровања стрихнином. Пошто се сетио да је раније видео жртву како пали писмо у дневној кабини, Пајн је пожурио тамо и узме комад папира на коме је писало "...цртица снова. Запали ово!" написано на њему.
Докази изгледају непремостиви. Пакети стрихнина су пронађени у сер Џорџовој кабини и у џепу његовог сакоа. Сам прах је дошао од госпођице Мекнотон која је носила нешто са собом због наводних срчаних проблема своје болеснице. Пајн је разговарао са Памелом која мисли да се леди Грејл отровала. Она му је рекла да се њена тетка у последње време чудно понаша и свашта замишља. Једна од њених заблуда била је да је Базил заљубљен у њу.
Пајн је тада видео Басила и тражио од њега да напише признање. Водио је љубав са старијом дамом, али је планирао да је полако отрује и да се побрине да кривица буде сваљена на мужа. Тада би се оженио богатом сестричином. Пајн му је рекао да последњу белешку коју је послао леди Грејл са „савезом снова“ коју треба да узме она није спалила упркос његовим упутствима да то уради пошто је задржала сва његова писма њој (Пајнов блеф). Базил пада на ову превару и све признаје. Људи које је Пајн поставио испред полузатворених врата чули су ово признање. Пајн је одлучио да после овог посла проведе свој одмор и оде инкогнито у Грчку.

### Делфско пророчиште
Богата удовица госпођа Питерс путује кроз Грчку са својим интелектуалцем Вилардом и њиховом пратњом у виду собарице и возача. Она не ужива у путовању, не воли основне погодности хотела у којима бораве и није задивљена призорима древних рушевина окружења. У Делфију су у хотелу још четири особе: умешна мајка и ћерка, господин Томпсон који има резервисан начин са сваким ко покуша да разговара са њим и ћелави мушкарац средњих година који упада у пријатељски лак разговор са њом и који мисли да препознаје господина Томпсона.
Поподне се госпођа Петерс вратила у свој хотел након неколико сати опуштања читајући детективски роман на сеновитом месту и открила да јој је достављена порука о откупнини – њен син је отет, а траже десет хиљада фунти стерлинга. Даља упутства биће послата следећег дана, али она не сме да комуницира ни са управом хотела ни са полицијом.
Њен нови пријатељ примећује њен растројен начин током вечере и шаље јој поруку у којој је приложен његов оглас из Времена и најављује се као нико други до Паркер Пајн. Састају се у тајности да не би изазвали сумњу ако их посматрају. Пајн јој саветује да само сачека други део упутстава. На повратку у хотел наилазе на господина Томпсона.
Следећег дана испоручена је друга порука. У овој белешци се наводи да ће отмичари, ако она нема новац код себе, уместо њега прихватити вредну дијамантску огрлицу за коју знају да је носи са собом. Огрлица мора бити достављена до сутра. Када је она показала Пајну поруку, он је смислио план да код свог пријатеља у Атини да направи копију дијаманата и пошаље њега отмичарима. Госпођа Питерс пристаје и Пајн зове свог пријатеља. У међувремену, она заокупља и управника и господина Томпсона и спречава их да га узнемиравају. Пријатељ злдоведепокупи њеног сина.
Следећег дана се госпођа Питерс одушевила када је Вилард враћен, али се и потресла када је видела да је његов ослободилац господин Томпсон. Човек објашњава да их је, чувши разговор у ноћи када је послата прва порука о откупнини између Пајна и ње, пратио и слушао све што су рекли. Намера отмичара је све време била да набаве огрлицу. Она за коју је мислила да је изворна, а која јој је враћена дан раније, у ствари је била примерак. Човек који се представљао као Паркер Пајн и његов саучесник у златари су сада похапшени. Господин Томпсон објашњава како је знао да нешто није у реду. Он је прави Паркер Пајн који путује инкогнито како је себи обећао на Нилу. Када је чуо да му се помиње име, знао је да се нешто спрема.

## Књижевни значај и пријем
Неименовани рецензент часописа Њујоршки преглед књиге 1. јануара 1935. рекао је: „Приче су довољно разнолике, како по сцени тако и по заплету, да приуште овом новом детективу најшири могући опсег његових способности. Паркер Пајн никада не може да замени Херкула Поароа у срцима обожавалаца Агате Кристи, али је добродошао додатак њеној галерији ликова.“
У издању часописа Посматрач 18. новембра 1934. године, „Торквејмада” (Едвард Повис Метерс) је изјавио да је Кристијева била „једини доследно подстрекнута практичарка уметности у којој генијалност и марљивост тако често замењују генијалност”. На тему ове збирке, господин Метерс је рекао да књига „има одређену привлачност за све обожаваоце Агате Кристи, и за нас саме и за све љубитеље добро направљене часописне приче“.
Роберт Барнард: "Осредња збирка. Паркер Пајн почиње као саветник госпођице Усамљенице, а завршава као конвенционални детектив."

## Помињања других дела
Капија Багдада два пута цитира песму Капије Дамаска Џејмса Елроја Флекера. Док Пајн стоји у Дамаску, он пореди Багдадску капију кроз коју ће проћи као „Капија смрти“, међутим, док Флекерова песма говори о четири капије у граду, у стварности их има осам у древним зидинама и ниједна се не зове Багдадска капија. Кристијева се такође позвала на песму када је именовала своје последње писано дело Залеђе судбине (1973).

## Екранизација
Две приче из збирци, Случај средовечне супруге и Случај незадовољног војника, екранизовала је Телевизија Темза 1982. године као 1. односно 5. епизоду своје серије Сат Агате Кристи у којој је приказано десет једночасовних екранизација одабраних кратких прича списатељице. Морис Денам је тумачио Паркера Пајна у те две епизоде.